# الکسیس لاو
الکسیس لاو (انگلیسی: Alexis Love؛ زاده ۷ آوریل ۱۹۸۸) یک بازیگر پورنوگرافی میلف اهل ایالات متحده آمریکا است.